# Elezioni generali in Spagna del novembre 2019
Le elezioni generali in Spagna del novembre 2019 si sono tenute il 10 novembre per il rinnovo delle Corti Generali (Congresso dei Deputati e Senato).
Le elezioni si sono tenute dopo sei mesi dalla precedente tornata elettorale, dal momento che il PSOE, pur avendo ottenuto la maggioranza relativa dei voti, non era riuscito a formare un nuovo governo con Podemos e con le altre forze politiche.
Le elezioni hanno visto la vittoria del PSOE, pur in calo rispetto alle precedenti. Il Partito Popolare, in crescita, si conferma secondo partito, seguito da Vox, che passa dal 10 al 15%, mentre crolla Ciudadanos; in flessione anche Unidas Podemos che, nonostante la scissione della componente legata ad Íñigo Errejón, si conferma quarta forza del Paese.

## Risultati

### Congresso dei Deputati
| Liste                                                     | Voti       | %     | Seggi |
| --------------------------------------------------------- | ---------- | ----- | ----- |
| Partito Socialista Operaio Spagnolo                       | 6 792 199  | 28,00 | 120   |
| Partito Popolare                                          | 5 047 040  | 20,81 | 89    |
| Vox                                                       | 3 656 979  | 15,08 | 52    |
| Unidas Podemos                                            | 3 119 364  | 12,86 | 35    |
| Ciudadanos                                                | 1 650 318  | 6,80  | 10    |
| Sinistra Repubblicana di Catalogna - Sovranisti           | 874 859    | 3,61  | 13    |
| Más País                                                  | 582 306    | 2,40  | 3     |
| Junts per Catalunya (PDeCAT)                              | 530 225    | 2,19  | 8     |
| Partito Nazionalista Basco                                | 379 002    | 1,56  | 6     |
| Euskal Herria Bildu (EA)                                  | 277 621    | 1,14  | 5     |
| Candidatura di Unità Popolare                             | 246 971    | 1,02  | 2     |
| Partito Animalista Contro il Maltrattamento degli Animali | 228 856    | 0,94  | –     |
| Coalizione Canaria - PNC - Nueva Canarias                 | 124 289    | 0,51  | 2     |
| Blocco Nazionalista Galiziano                             | 120 456    | 0,50  | 1     |
| Navarra Suma (UPN - PP - C'S)                             | 99 078     | 0,41  | 2     |
| Partito Regionalista di Cantabria                         | 68 830     | 0,28  | 1     |
| Recortes Cero - Gruppo Verde                              | 35 042     | 0,14  | –     |
| Per un Mondo più Giusto                                   | 27 272     | 0,11  | –     |
| Teruel Existe                                             | 19 761     | 0,08  | 1     |
| Més Esquerra (Més per Mallorca - Més per Menorca - ERC)   | 18 295     | 0,08  | –     |
| Andalusia per Sé                                          | 14 046     | 0,06  | –     |
| Partito Comunista dei Popoli di Spagna                    | 13 828     | 0,06  | –     |
| Partito Comunista dei Lavoratori di Spagna                | 13 029     | 0,05  | –     |
| Geroa Bai                                                 | 12 709     | 0,05  | –     |
| Altri <0,05%                                              | 88 411     | 0,36  | –     |
| Voti in bianco                                            | 217 227    | 0,90  | –     |
| Totale                                                    | 24 258 228 | 100   | 350   |

1. ↑  Include:
• Unidas Podemos (Podemos - IU): 2.381.960 voti (9,82%);
• En Comú Podem (Podemos - EUiA - ICV): 549.173 voti (2,26%), 7 seggi;
• En Común (Podemos - EU): 188.231 voti (0,78%), 2 seggi.
2. ↑  Include:
• Más País - Equo: 330.345 voti (1,36%), 2 seggi;
• Més Compromís (Más País - Compromís: BNV - IdPV - Equo): 176.287 voti (0,73%), un seggio;
• Más País: 52.478 voti (0,22%), nessun seggio;
• Más País - Unione Aragonese - Equo: 23.196 voti (0,10%), nessun seggio.

### Senato
| Liste                                           | Seggi |
| ----------------------------------------------- | ----- |
| Partito Socialista Operaio Spagnolo             | 93    |
| Partito Popolare                                | 83    |
| Sinistra Repubblicana di Catalogna - Sovranisti | 11    |
| Partito Nazionalista Basco                      | 9     |
| Junts per Catalunya (PDeCAT)                    | 3     |
| Navarra Suma (UPN - PP - C'S)                   | 3     |
| Vox                                             | 2     |
| Teruel Existe                                   | 2     |
| Euskal Herria Bildu (EA)                        | 1     |
| Agrupacion Socialista Gomera                    | 1     |
| Totale                                          | 208   |

## Risultati per comunità autonoma
| Comunità            | PSOE      | PP        | Vox       | UP        | C'S       | Más     | Altri (>3%)          | Totale     |
| ------------------- | --------- | --------- | --------- | --------- | --------- | ------- | -------------------- | ---------- |
|                     |           |           |           |           |           |         |                      |            |
| Andalusia           | 1.425.126 | 877.202   | 869.909   | 559.628   | 346.094   | 56.445  | —                    | 4.271.684  |
| Aragona             | 215.361   | 167.233   | 118.936   | 75.892    | 59.977    | 23.196  | —                    | 701.011    |
| Canarie             | 273.596   | 196.809   | 118.006   | 139.261   | 50.997    | 14.972  | CN-PNC-NC: 124.289   | 947.507    |
| Cantabria           | 76.028    | 84.583    | 48.827    | 28.376    | 15.609    | —       | PRC: 68.830          | 327.089    |
| Castiglia-La Mancia | 360.013   | 292.212   | 238.196   | 100.284   | 74.418    | —       | —                    | 1.087.645  |
| Castiglia e León    | 434.287   | 438.993   | 230.743   | 129.681   | 105.200   | —       | —                    | 1.388.798  |
| Catalogna           | 794.666   | 287.714   | 243.640   | 549.173   | 217.935   | 41.826  | ERC: 874.859         | 3.876.232  |
| Catalogna           | 794.666   | 287.714   | 243.640   | 549.173   | 217.935   | 41.826  | JxCat: 530.225       | 3.876.232  |
| Catalogna           | 794.666   | 287.714   | 243.640   | 549.173   | 217.935   | 41.826  | CUP: 246.971         | 3.876.232  |
| Comunità di Madrid  | 957.401   | 887.474   | 653.476   | 463.629   | 323.076   | 201.389 | —                    | 3.563.147  |
| Navarra             | 83.734    | —         | 19.440    | 55.498    | —         | —       | NA+: 99.078          | 334.982    |
| Navarra             | 83.734    | —         | 19.440    | 55.498    | —         | —       | EH Bildu: 56.548     | 334.982    |
| Navarra             | 83.734    | —         | 19.440    | 55.498    | —         | —       | GBAI: 12.709         | 334.982    |
| Comunità Valenciana | 700.159   | 584.415   | 468.134   | 339.596   | 196.265   | 176.287 | —                    | 2.536.443  |
| Estremadura         | 227.447   | 154.269   | 99.823    | 54.072    | 45.053    | —       | —                    | 593.416    |
| Galizia             | 465.026   | 475.198   | 116.381   | 188.231   | 64.661    | 22.826  | BNG: 120.456         | 1.488.107  |
| Baleari             | 115.567   | 103.722   | 77.520    | 82.225    | 33.451    | 10.652  | Més Esquerra: 18.295 | 454.199    |
| La Rioja            | 57.485    | 56.450    | 18.908    | 16.273    | 11.673    | —       | —                    | 164.934    |
| Paesi Baschi        | 227.396   | 104.746   | 28.979    | 182.674   | 13.279    | 8.542   | EAJ: 379.002         | 1.184.035  |
| Paesi Baschi        | 227.396   | 104.746   | 28.979    | 182.674   | 13.279    | 8.542   | EH Bildu: 221.073    | 1.184.035  |
| Asturie             | 186.211   | 129.945   | 88.788    | 89.301    | 37.374    | 12.732  | —                    | 559.745    |
| Comunità di Murcia  | 177.154   | 189.500   | 199.829   | 63.461    | 53.201    | 13.439  | —                    | 714.927    |
| Ceuta               | 10.455    | 7.439     | 11.752    | 1.300     | 1.138     | —       | —                    | 33.395     |
| Melilla             | 5.087     | 9.136     | 5.692     | 809       | 917       | —       | CPM: 8.955           | 30.932     |
| Totale              | 6.792.199 | 5.047.040 | 3.656.979 | 3.119.364 | 1.650.318 | 582.306 |                      | 24.258.228 |

- Il PSOE include Partito dei Socialisti di Catalogna e Partito Socialista del Paese Valenciano.
- Il PP include PP-Foro Asturias.
- Unidas Podemos include En Comú Podem (Catalogna) e En Común (Galizia).
- Más País comprende: Más País - Equo (Canarie, Comunità di Madrid, Galizia, Asturie, Comunità di Murcia), Más País - Andalusia (Andalusia) e Más País - Candidatura Ecologista (Paesi Baschi); Más País - Unione Aragonese - Equo (Aragona); Més Compromís (Comunità Valenciana); Más País (Catalogna, Baleari).